# Telmatobius arequipensis
Telmatobius arequipensis là một loài ếch trong họ Leptodactylidae. Chúng là loài đặc hữu của Peru.
Các môi trường sống tự nhiên của chúng là vùng cây bụi nhiệt đới hoặc cận nhiệt đới vùng đất cao, đồng cỏ ở cao nhiệt đới hoặc cận nhiệt đới, sông, sông có nước theo mùa, đầm nước, và kênh đào và mương rãnh. Loài này đang bị đe dọa do mất môi trường sống.